# 詩人の霊感
『詩人の霊感』 (しじんのれいかん、仏: L'Inspiration du poète、英: The Inspiration of the Poet) は、17世紀のフランスの巨匠ニコラ・プッサンが1629–1630年頃に制作した油彩画である。画家が手掛けた古典的主題の作品のうちの一点で、17世紀には枢機卿で政治家であったジュール・マザランの収集にあったが、1911年以来、パリのルーヴル美術館に所蔵されている。

## 概要
中央で竪琴を抱え、右手を差し伸べているのは詩神アポロンで、右手にいる詩人に霊感を授けている。霊感を受けた詩人はペンと紙を手にし、今、詩句を書きとめようとしているところである。彼は、自身とアポロンの間の空中を飛んでいるプットと、アポロンの左側に立っているプットの2人から月桂樹の冠を差し出されているが、それらの3つの冠は天から詩人に贈られる才能を象徴している。
左手にいるのは、アポロンの支配下にいる芸術と学芸の女神 (ミューズ) たちの1人カリオペである。彼女は、右手に白い房があり、穴の開いたフルートを持っている。カリオペの足元にいるプットーが手にしている書物には、『オデュッセイア』、『イリアス』、『アエネーイス』と記されていることから、この詩人は叙事詩人であると思われる。
詩を書いている人物は誰かということについては諸説がある。候補としてプッサンの友人であったイタリアの詩人ジャン・バッティスタ・マリーノ、プッサンが好んだ同じくイタリアの詩人トルクァート・タッソ、またはルドヴィーコ・アリオスト、そして古代ローマの詩人ウェルギリウスと様々な名が挙がってきたが、ウェルギリウスであるという立場の研究者が多い。しかし、特定の誰かを指すのではなく、叙事詩人一般を表しているという考えるエルヴィン・パノフスキーのような研究者もいる。

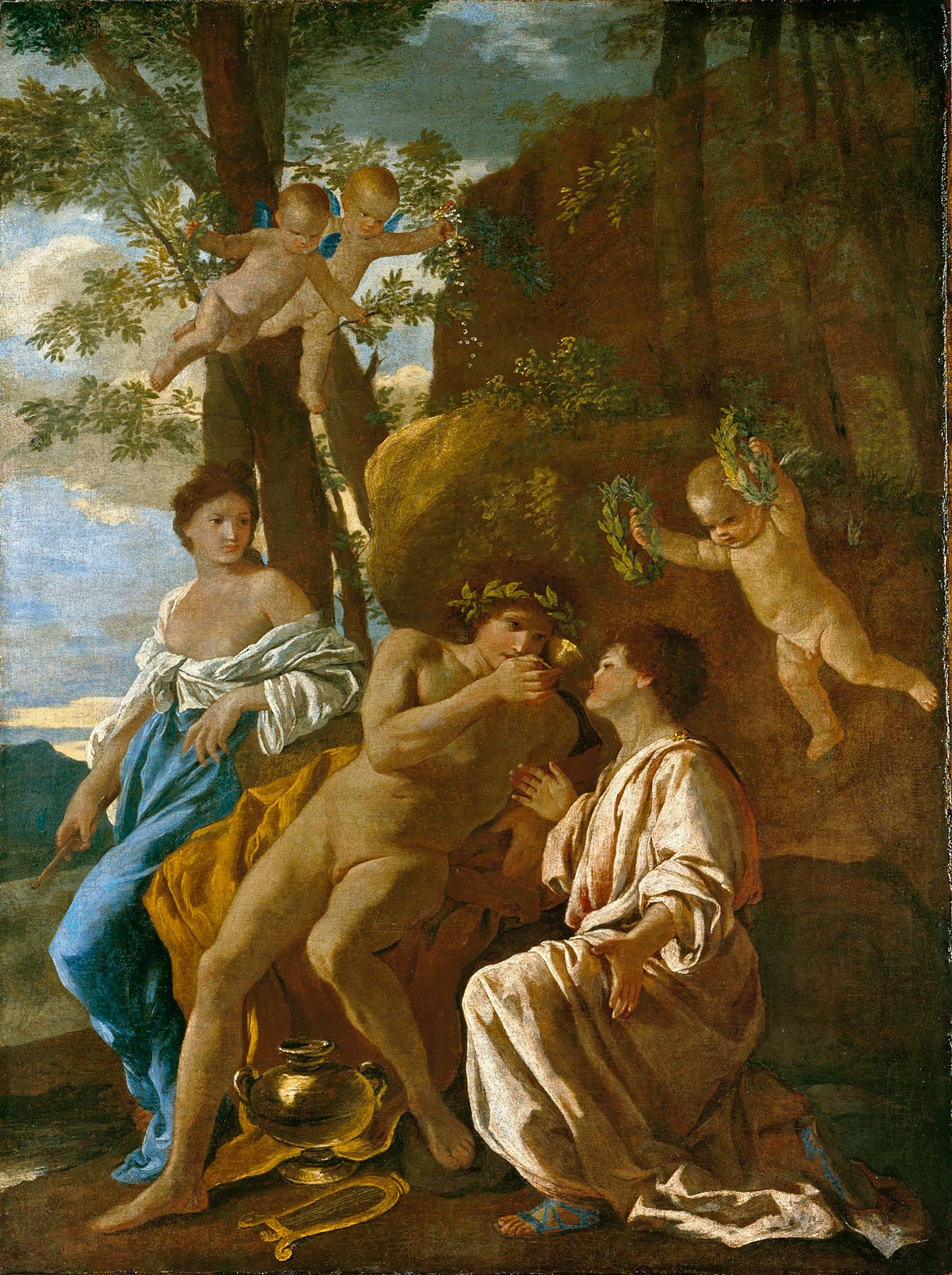
プッサン『アナクレオンの霊感』(1620年代末、ニーダーザクセン州立美術館、ハノーファー

アポロンやカリオペなどの人物は、古代ギリシャやローマの彫刻のように堂々としている。アポロンは岩に腰かけ、カリオペがその岩に左手で寄りかかってはいるものの、全体として人物像の配置が作る構図は垂直性の強い古典主義的なものである。また、詩人の左脚とアポロンの左脚、さらに立っているプットの左脚がほぼ平行に描かれる一方、アポロンの曲げられた右脚とカリオペの左脚が逆の平行線を形成し、平行のリズム感が生まれている。プッサンは、イタリア盛期ルネサンスの巨匠ラファエロやティツィアーノに学んだが、本作にはプッサンの古典主義的傾向がよく表れている。
1960年になされたX線撮影による写真と完成作を比較すると、画家が制作の過程でかなりの変更を行ったことがわかる。人物の左後ろには3本の月桂樹の木があるが、本来は4本であった。その結果、中景の樹木の葉の量が少ないこともあり、広々とした山の頂の印象が生まれている。さらに、詩人の右足の位置と頭髪も描き直され、カリオペとアポロンの間にもう1人のプットらしきものがいた。
プッサンは『アナクレオンの霊感』(1620年代末、ニーダーザクセン州立美術館、ハノーファー) においても、詩人がアポロンに霊感を与えられるという同じ主題を扱っている。しかし、『アナクレオンの霊感』では、アポロンがカスタリアの泉の水を詩人に与えることで、霊感を伝える所作があからさまに表現されているのに対し、本作のアポロンは詩人に向かって、節度ある、むしろ命令的な態度で口述している。また、人物たちは様式化され、作品はより崇高なものとなっている。